# Glossogobius callidus
Glossogobius callidus är en fiskart som först beskrevs av Smith, 1937.  Glossogobius callidus ingår i släktet Glossogobius och familjen smörbultsfiskar. IUCN kategoriserar arten globalt som livskraftig. Inga underarter finns listade i Catalogue of Life.